# Szlomo Zalman Lipszyc

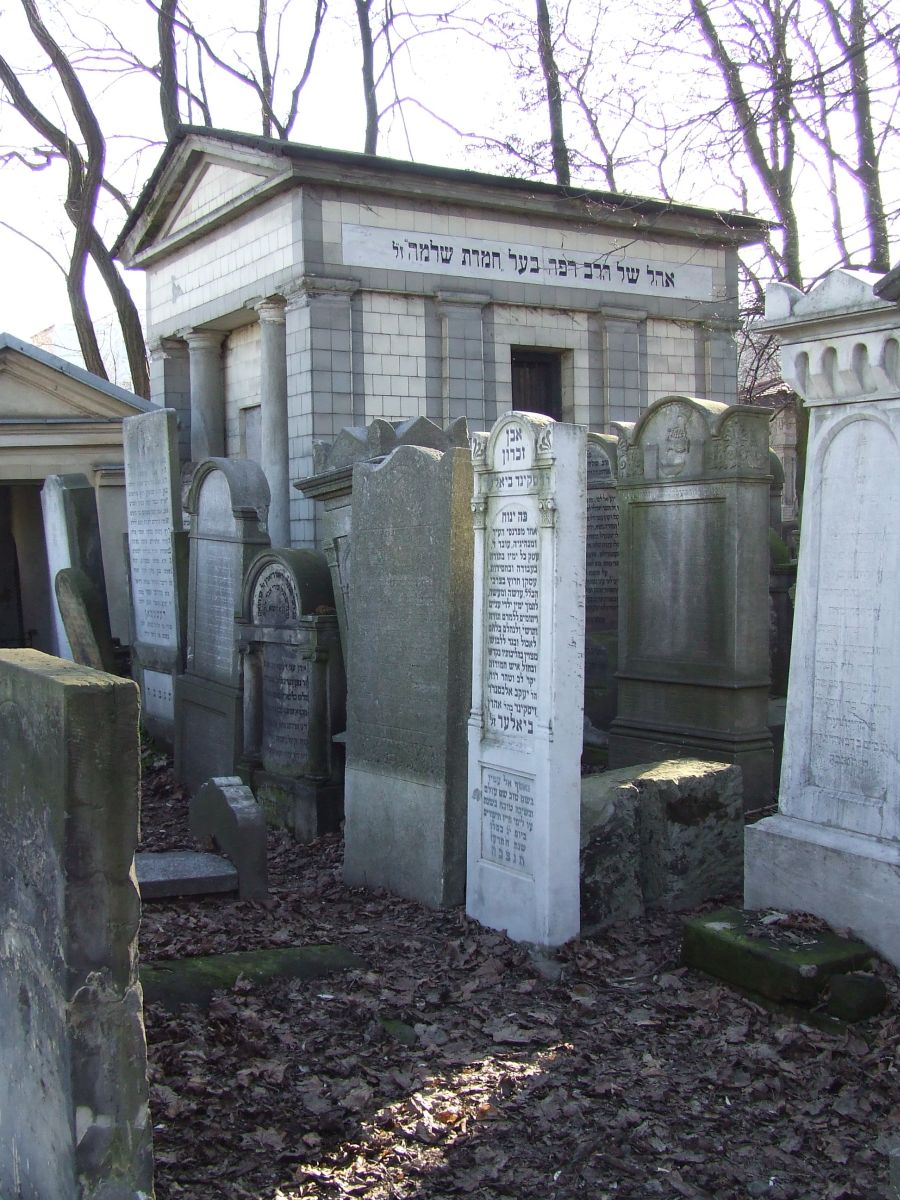
Grób Szlomo Zalmana Lipszyca na Cmentarzu żydowskim przy ulicy Okopowej w Warszawie

Szlomo Zalman Lipszyc, zwany Chemdas Szlomo (hebr. שלמה זלמן ליפשיץ; ur. 1765 w Poznaniu, zm. 26 marca 1839 w Warszawie) – rabin ortodoksyjny, talmudysta, w latach 1821–1839 Naczelny Rabin Warszawy.
Urodził się w Poznaniu w rodzinie ortodoksyjnych Żydów. W 1804 r., po stracie majątku, przeniósł się na stałe do Nasielska. W 1806 r. zaproponowano mu urząd rabina i powrót do Poznania, ale chcąc chronić swoje dzieci przed wpływem haskali odmówił. W 1819 r. został rabinem na warszawskiej Pradze. W 1821 r. jako pierwszy objął stanowisko naczelnego rabina Warszawy, które sprawował do śmierci.
Rabin Lipszyc był stanowczym przeciwnikiem haskali oraz ruchu asymilacyjnego. W swojej polityce starał się wprowadzić równowagę między chasydami a mitnagdim. Podczas powstania listopadowego sprzeciwiał się wstępowaniu do Gwardii Miejskiej przez Żydów z powodu wymogu golenia bród.
Pochowany jest w ohelu na cmentarzu żydowskim przy ulicy Okopowej w Warszawie (kwatera 1, rząd 7).